# Tolteca
Tolteca is een geslacht van spinnen uit de familie trilspinnen (Pholcidae).

## Soorten
Het geslacht kent de volgende soorten:
- Tolteca hesperia (Gertsch, 1982)
- Tolteca jalisco (Gertsch, 1982)